# Tekniskt magasin
Tekniskt magasin är ett TV-program i Sveriges Television som behandlade teknik och tekniska nyheter.
Programmet sändes från 1957 fram till 1987, då programledaren och initiativtagaren till programmet Erik Bergsten  pensionerades. Tekniskt magasin är en av de längsta programserierna i världen med samma programledare.
I vinjetten till Tekniskt magasin syntes ocirkulära kugghjul i rörelse konstruerade av civilingenjören Uno Olsson på Asea. Konstruktionen användes på Asea för att linda koppartråd i transformatorer och elmotorer. Signaturmelodi till programmet var Whirly-Bird (1957) med Count Basies orkester.